# ولفس‌شانتسه
ولفس‌شانتسه (به آلمانی: Wolfsschanze - آشیانه گرگ) ستاد نظامی آدولف هیتلر، پیشوای آلمان در جبهه شرقی جنگ جهانی دوم بود. این مجتمع که یکی از ستادهای بی‌شمار هیتلر در اروپا بود. این ستاد برای آغاز عملیات بارباروسا ساخته شد. نیروهای نازی تلاش کردند تا پیش از غلبه نیروهای اتحاد جماهیر شوروی سوسیالیستی، شمار زیادی از این ستادها را منفجر کنند.

## زندگی هیتلر
هیتلر بیشتر دوران جنگ، یعنی ۸۵۰ روز را از ژوئیه ۱۹۴۱ تا نوامبر ۱۹۴۴ در این قرارگاه گذراند. این پایگاه، محل ملاقات هیتلر با بنیتو موسولینی بود. تلاش نافرجام برای کشتن هیتلر با بمب‌گذاری در ۲۰ ژوئن ۱۹۴۴ در آشیانهٔ گرگ رخ داد. هیتلر به دلیل وجود میز محکم چوب بلوط در اتاق کنفرانس، از انفجار این بمب دستی تنها، چند زخم سطحی برداشت.

## جزئیات
مساحت آشیانهٔ گرگ ۲۵۰ هکتار (۶۱۸ جریب) و بلندی دیوارهای آن ۸ متر بود. دویست تأسیسات و ساختمان در این پایگاه وجود داشت. از جمله این تاسیسات، دو باند فرودگاه و یک ایستگاه قطار بودند که همه آنها با میدان‌های مین و توپ ضدهوایی محافظت می‌شدند.

## تخریب
نیروهای آلمانی تلاش کردند تا پیش از غلبه نیروهای اتحاد جماهیر شوروی سوسیالیستی، شمار زیادی از این ستادها را منفجر کنند. اما آشیانهٔ گرگ چنان محکم بود که در سال ۱۹۴۵ با چندین تن دینامیت هم نتوانستند آن را نابود کنند.

## وضعیت امروز
امروز اداره جنگل‌داری منطقه سروکووو در گیرووژ لهستان که این مکان را در اختیار دارد آنرا را بازسازی کرده است و از آن به عنوان جاذبه گردشگری استفاده می‌کند. سالانه نزدیک به ۳۰۰ هزار گردشگر از این مکان بازدید می‌کنند که بیشتر آنها لهستانی و آلمانی هستند. نگرانی مقام‌های لهستانی این است که این مکان تبدیل به زیارتگاهی برای نئونازی‌ها شود.